# Louis Arthur Grimes
Louis Arthur Grimes (1883-1948) a été le 10e juge en chef du Libéria (en). Il a été nommé procureur général par le président Charles DB King et a occupé ce poste de 1922 à 1932, date à laquelle il a été nommé secrétaire d'État par le président Edwin Barclay. Il a occupé ce poste de 1932 à 1933. Le secrétaire Grimes a été précédé par Edwin Barclay et remplacé par Clarence Lorenzo Simpson.
L'accomplissement le plus important de Grimes en tant que secrétaire d'État fut peut-être sa défense réussie du Libéria à la Société des Nations lorsque ce pays fut menacé de perdre sa souveraineté à la suite d'accusations selon lesquelles il participait à un commerce d'esclaves sanctionné par l'État. En 1933, il fut nommé juge en chef, poste qu'il occupa jusqu'à sa mort en 1948. La faculté de droit (en) de l'Université du Liberia porte son nom. Il est diplômé de l'Université du Liberia en 1905.
L'héritage du juge Grimes a été perpétué par ses enfants, dont Henry W. Grimes, pionnier des télécommunications au Libéria, Joseph Rudolph Grimes (en), secrétaire d'État ayant exercé le plus longtemps au Libéria et auteur principal de la charte de l'Organisation de l'unité africaine (OUA), et le Dr Mary Antoinette Brown-Sherman, première femme du continent africain à être présidente d'une grande université.